# Hognoides
Hognoides Roewer, 1960 è un genere di ragni appartenente alla famiglia Lycosidae.

## Distribuzione
Le 2 specie note di questo genere sono state reperite in Africa meridionale: una in Tanzania e l'altra nel Madagascar.

## Tassonomia
Le caratteristiche di questo genere sono state descritte dall'analisi degli esemplari tipo Hognoides ukrewea Roewer, 1960, effettuata dall'aracnologo Roewer in un suo lavoro (1960d).
Non sono stati esaminati esemplari di questo genere dal 1960.
Attualmente, a febbraio 2017, si compone di 2 specie:
- Hognoides ukrewea Roewer, 1960[2] - Tanzania
- Hognoides urbanides (Strand, 1907) - Madagascar